# كيم فالنتاين
كيم فالنتاين (بالإنجليزية: Kym Valentine)‏ هي ممثلة أسترالية، ولدت في 24 مايو 1977 في سيدني في أستراليا.

## وصلات خارجية
- كيم فالنتاين على موقع IMDb (الإنجليزية)
- كيم فالنتاين على موقع قاعدة بيانات الفيلم (الإنجليزية)